# Hradec (Dél-plzeňi járás)
Hradec település Csehországban, a Dél-plzeňi járásban. Hradec Střelice, Lisov, Holýšov, Ves Touškov és Stod településekkel határos. Lakosainak száma 613 fő (2024. január 1.).

## Népesség
A település lakosságának változását az alábbi diagram mutatja:
| Lakosok száma | 402  | 503  | 628  | 546  | 475  | 422  | 553  | 549  | 591  | 613  |
|               | 1869 | 1890 | 1921 | 1950 | 1980 | 2001 | 2017 | 2019 | 2022 | 2024 |